# Hipposideros
Hipposideros és un gènere de ratpenats. Conté les següents espècies:
- Ratpenat nasofoliat d'Aba (H. abae)
- H. alongensis
- Ratpenat nasofoliat de l'Himàlaia (H. armiger)
- Ratpenat nasofoliat fosc (H. ater)
- Ratpenat nasofoliat nan (H. beatus)
- H. besaoka †
- Ratpenat nasofoliat bicolor (H. bicolor)
- H. boeadii
- H. brachyotus
- Ratpenat nasofoliat de Mentawai (H. breviceps)
- Ratpenat nasofoliat de Sundevall (H. caffer)
- Ratpenat nasofoliat d'esperons (H. calcaratus)
- Ratpenat nasofoliat del Camerun (H. camerunensis)
- Ratpenat nasofoliat de Gould (H. cervinus)
- Ratpenat nasofoliat cendrós (H. cineraceus)
- Ratpenat nasofoliat coronat (H. coronatus)
- Ratpenat nasofoliat de Telefomin (H. corynophyllus)
- Ratpenat nasofoliat de Cox (H. coxi)
- Ratpenat nasofoliat de Timor (H. crumeniferus)
- Ratpenat nasofoliat cuacurt (H. curtus)
- Ratpenat nasofoliat ciclop (H. cyclops)
- H. demissus
- Ratpenat nasofoliat de diadema (H. diadema)
- Ratpenat nasofoliat de Peling (H. dinops)
- Ratpenat nasofoliat de Sarawak (H. doriae)
- Ratpenat nasofoliat de Khajuria (H. durgadasi)
- Ratpenat nasofoliat de Dyak (H. dyacorum)
- H. edwardshilli
- H. einnaythu
- Ratpenat nasofoliat fuliginós (H. fuliginosus)
- Ratpenat nasofoliat lleonat (H. fulvus)
- Ratpenat nasofoliat de Cantor (H. galeritus)
- H. griffini
- Ratpenat nasofoliat de Yenbutra (H. halophyllus)
- H. hypophyllus
- Ratpenat nasofoliat crestat (H. inexpectatus)
- Ratpenat nasofoliat de Jones (H. jonesi)
- H. khaokhouayensis
- H. khasiana
- H. kingstonae
- Ratpenat nasofoliat del mont Nimba (H. lamottei)
- Ratpenat nasofoliat de Sri Lanka (H. lankadiva)
- Ratpenat nasofoliat de Horsfield (H. larvatus)
- Ratpenat nasofoliat de Lekagul (H. lekaguli)
- Ratpenat nasofoliat de Lyle (H. lylei)
- Ratpenat nasofoliat de Kangean (H. macrobullatus)
- H. madurae
- Ratpenat nasofoliat de Maggie (H. maggietaylorae)
- Ratpenat nasofoliat d'Aellen (H. marisae)
- Ratpenat nasofoliat orellut (H. megalotis)
- Ratpenat nasofoliat del riu Fly (H. muscinus)
- Ratpenat nasofoliat malai (H. nequam)
- H. nicobarulae
- Ratpenat nasofoliat de les Filipines (H. obscurus)
- Ratpenat nasofoliat de les Moluques (H. papua)
- H. pendleburyi
- Ratpenat nasofoliat de Hill (H. pomona)
- Ratpenat nasofoliat de Pratt (H. pratti)
- Ratpenat nasofoliat pigmeu (H. pygmaeus)
- Ratpenat nasofoliat de Ridley (H. ridleyi)
- Ratpenat nasofoliat de Noack (H. ruber)
- H. scutinares
- Ratpenat nasofoliat de Semon (H. semoni)
- H. sorenseni
- Ratpenat nasofoliat de Schneider (H. speoris)
- H. srilankaensis
- Ratpenat nasofoliat australià (H. stenotis)
- H. sumbae
- Ratpenat nasofoliat de les Riu-Kiu (H. turpis)
- Ratpenat nasofoliat de Wollaston (H. wollastoni)